# 涪洋镇
涪洋镇，是中华人民共和国贵州省遵义市务川仡佬族苗族自治县下辖的一个乡镇级行政单位。

## 行政区划
涪洋镇下辖以下地区：
涪洋村、小坪村、水坝村、永和村、当阳村、前进村、和平村、双河村和珍珠村。